# Cephalispa fujianensis
Cephalispa fujianensis är en tvåvingeart som beskrevs av Xiaolong Cui och Xue 1995. Cephalispa fujianensis ingår i släktet Cephalispa och familjen husflugor.
Artens utbredningsområde är Fujian (Kina). Inga underarter finns listade i Catalogue of Life.